# Hand On the Torch
Hand On the Torch è il primo album in studio del gruppo musicale britannico Us3, pubblicato il 16 novembre 1993 dalla Blue Note.

## Descrizione
L'album è stato prodotto da Mel Simpson e Geoff Wilkinson, che firmano tutti i brani insieme ad altri autori.

## Tracce
1. Cantaloop (Flip Fantasia) – 4:39
2. I Got It Goin' On – 5:18
3. Different Rhythms Different People – 1:16
4. It's Like That – 3:41
5. Just Another Brother – 3:42
6. Cruisin' – 3:30
7. I Go to Work – 4:06
8. Tukka Yoot's Riddim – 5:41
9. Knowledge of Self – 4:18
10. Lazy Day – 4:40
11. Eleven Long Years – 3:47
12. Make Tracks – 4:45
13. The Darkside – 5:19

## Classifiche
| Classifica (2021) | Posizione massima |
| ----------------- | ----------------- |
| Grecia            | 75                |